# Siegfried Krause (Politiker, März 1928)
Siegfried Krause (* 24. März 1928) ist ein ehemaliger Funktionär der DDR-Blockpartei National-Demokratischen Partei Deutschlands (NDPD). Er war von 1983 bis 1990 Vorsitzender des NDPD-Bezirksvorstandes Leipzig.

## Leben
Krause erlernte nach dem Besuch der Volksschule den Beruf des Industriekaufmanns. Er trat in die National-Demokratische Partei Deutschlands (NDPD) ein und war ab 1953 als hauptamtlicher Mitarbeiter des NDPD-Kreisverbandes Annaberg tätig. Ab 1955 gehörte er dem Bezirksausschuss Karl-Marx-Stadt und danach dem Kreisausschuss Leipzig-Stadt der NDPD an. Er qualifizierte sich zum Diplom-Wirtschaftler, arbeitete zeitweise als wissenschaftlicher Oberassistent und wurde zum Dr. rer. oec. pol. promoviert.
Im November 1971 wurde er zum Abgeordneten des Bezirkstages und im Dezember 1971 zum Stellvertreter des Vorsitzenden für Handel und Versorgung des Rates des Bezirkes Leipzig gewählt (Nachfolger von Karl-Heinz Schäfer). Dieses Amt übte er bis Juli 1983 aus. Ab 1972 war er Mitglied des NDPD-Bezirksvorstandes Leipzig und seines Sekretariats. Am 20. Juli 1983 wurde er als Nachfolger von Harry Hegler zum Vorsitzenden des NDPD-Bezirksverbandes Leipzig gewählt. Im selben Jahr erfolgte seine Wahl zum Mitglied des Hauptausschusses der NDPD.

## Auszeichnungen
- 1979 Vaterländischer Verdienstorden in Bronze